# Obiezione di coscienza
L'obiezione di coscienza è rifiuto di ottemperare a un dovere imposto dall'ordinamento giuridico se gli effetti che ne deriverebbero sono contrari alle proprie convinzioni etiche, morali o religiose.
L'obiezione attua il principio della libertà di coscienza e garantisce una libertà di opinione coerente con le azioni, laddove gli obblighi della legge incidono su radicate convinzioni della persona.

## Storia
La disciplina ecclesiastica fino al III secolo proibì ai battezzati di farsi soldati e combattere (divieto di militare et bellare) e permise ai militari convertiti di rimanere nell'esercito a condizione di non uccidere e di non commettere atti di idolatria.
San Cipriano, vescovo di Cartagine e padre della Chiesa, predicava: «Il mondo è bagnato di sangue fraterno: ecco che l'omicidio è crimine quando sono i singoli a commetterlo, ma diventa virtù quando è compiuto in nome dello Stato. L'impunità per i delitti non l'assicura il motivo dell'innocenza, ma la grandezza della ferocia».
Il primo grande obiettore di coscienza noto è san Massimiliano di Tebessa. Secondo la legge romana nel II secolo d.C. il servizio militare era obbligatorio per tutti i figli dei graduati. Massimiliano, figlio del veterano Fabio Vittore, rifiutò di arruolarsi nell'esercito romano, per cui il 12 marzo del 295 d.C. venne condannato dal proconsole Dione e giustiziato all'età di ventun anni. Dagli atti del processo si evince che Massimiliano rifiutò di fare il servizio militare per ragioni di coscienza:
Massimiliano rispose: «Non faccio il soldato. Tagliami pure la testa, io non faccio il soldato per questo mondo, ma servo il mio Dio».
Il proconsole Dione riprese: «Chi ti ha messo queste idee nella testa?».
Massimiliano rispose: «La mia coscienza e colui che mi ha chiamato».
Dione si rivolse a suo padre Vittore: «Consiglia tuo figlio».
Vittore rispose: «Lui sa da sé, con la propria coscienza, che cosa deve fare.»
Con la piena integrazione della Chiesa all'interno dell'Impero, in seguito all'editto di Costantino del 313 d.C., si verificò una vera e propria inversione di tendenza. Il concilio di Arles (314) stabilì l'obbligo anche per i cristiani di prestare servizio militare per l'imperatore.
Nei secoli successivi si andò incontro al cosiddetto processo di clericalizzazione, con la divisione della chiesa tra laici ed ecclesiastici. L'originaria militia christi diventò esclusiva solo per questi ultimi, mentre per i primi andò a confondersi con una militia saeculi giustificata nelle forme del servizio all'imperatore cristiano.
Dal punto di vista giuridico-costituzionale, le prime forme di tutela dell'obiezione di coscienza al servizio militare furono sancite dalle Costituzioni delle colonie nordamericane che, con la guerra di indipendenza, avrebbero dato vita agli Stati Uniti. In particolare, in una parte rilevante di queste carte costituzionali fu ammessa l'obiezione per gli aderenti a specifiche confraternite (come i quaccheri e i mennoniti) di radicata vocazione pacifista. Ciò nonostante, a livello federale l'obiezione di coscienza non fu mai formalmente riconosciuta come diritto costituzionalmente tutelato.
Gli avventisti del settimo giorno sono una denominazione cristiana protestante, parte del movimento avventista, risultato di una scissione dalla Chiesa Cristiana Avventista del Settimo Giorno creata proprio dal disaccordo sul servizio militare durante la prima guerra mondiale. Gli avventisti del settimo giorno nacquero ufficialmente nel 1925 a Gotha, in Germania, proprio perché convinti obiettori di coscienza al servizio militare.
Nel continente europeo il diritto all'obiezione di coscienza è stato riconosciuto a livello costituzionale (o da parte delle stesse carte o della giurisprudenza) dalla gran parte dei Paesi nel corso del Novecento, in particolare dopo la seconda guerra mondiale.
I testimoni di Geova hanno sempre rifiutato il servizio militare per motivi religiosi, considerando invece una decisione personale lo svolgere il servizio civile presso qualsiasi ente, purché le attività svolte non siano in conflitto con il principio della neutralità politico-militare e con gli altri principi religiosi che il movimento riconosce nella Bibbia.

## Descrizione e caratteri generali
Dal punto di vista giuridico, l'obiezione di coscienza si configura generalmente come diritto costituzionalmente tutelato laddove riguarda un dovere giuridico incondizionato e derivante da circostanze di carattere oggettivo (ad esempio, alla leva militare i cui presupposti sono lo status di cittadino, il raggiungimento di una determinata età e, nella maggior parte dei casi, il sesso maschile). Se si tratta invece di un'obbligazione di carattere contrattuale - che trova quindi la sua causa fondamentale in una scelta dello stesso obbligato - essa non è un diritto fondamentale, ma una semplice opzione prevista, di fronte a scelte politicamente o socialmente divisive o controverse, dal decisore politico.
Collegate all'obiezione può essere l'assunzione in prima persona di talune sanzioni; tipico esempio potrebbe essere quello di rifiutare di prestare il servizio militare obbligatorio, il che non è prerogativa delle religioni: spesso tale decisione matura anche in un contesto laico in virtù di ideologie pacifiste e antimilitariste, poiché l'assolvimento del servizio comporterebbe l'uccisione di altre persone in battaglia.
Sebbene l'obiezione di coscienza non implichi in senso stretto il rifiuto in toto di usare le armi, gli obiettori generalmente motivano la propria opzione con rifiuto di far parte di determinate istituzioni, o di assolvere compiti rientranti nei doveri di un militare.
Una forma di "obiezione" contro l'aborto è garantita nella maggior parte degli stati dell'Unione Europea che consentono l'interruzione volontaria della gravidanza (tranne la Svezia, Finlandia, Bulgaria e Repubblica Ceca), con l'eccezione dei casi di pericolo per la vita della donna, in cui di solito prevale la necessità di assistenza.

## Nel mondo

### Italia
Il riconoscimento dell'obiezione di coscienza nella legislazione italiana venne introdotto per la prima volta dalla legge 15 dicembre 1972, n. 772, che introdusse il beneficio all'obiezione contro il servizio militare di leva in Italia per motivi morali, religiosi e filosofici, consentendo di sostituire il servizio militare con un servizio non armato; in precedenza non ottemperare al servizio militare obbligatorio significava essere ritenuti disertori e venire reclusi nelle carceri militari o in ospedali psichiatrici militari, per poi perdere molti diritti civili. Promotore e relatore della legge fu il senatore Giovanni Marcora. La legge del 1972 portò molte controversie tra Stato e obiettori, superate solo con la legge 8 luglio 1998, n. 230, che sancì il pieno riconoscimento giuridico dell’obiezione di coscienza quale diritto del cittadino.
L'esercizio del diritto all'obiezione è possibile anche in altri ambiti, come la sperimentazione animale e l'aborto. Quella nei confronti della sperimentazione animale è tutelata dalla legge 12 ottobre 1993, n. 413, quella contro l’aborto (IVG) dalla legge 22 maggio 1978, n. 194.
Il medico obiettore verso l'interruzione volontaria di gravidanza è esonerato dal “compimento delle procedure e delle attività specificamente e necessariamente dirette a determinare l'interruzione della gravidanza” (art. 9 legge 284/78), ma ha l'obbligo di prestare assistenza sanitaria conseguente. L'obiettore può non voler essere coinvolto nelle IVG per ragioni personali, che la legge non chiede di precisare. Le aziende sanitarie e ospedaliere del SSN e delle regioni hanno l’obbligo di garantire le IVG. Il Codice deontologico dell’Ordine dei medici (FNOMCeO) prevede che il medico può rifiutare la propria opera professionale “in contrasto con la propria coscienza”, ma che deve fornire “comunque ogni utile informazione e chiarimento per consentire la fruizione della prestazione” (art. 22). In Italia le IVG vengono effettuate in tutte le regioni e in tutte le aziende sanitarie pubbliche, essendo l’unica prestazione sanitaria che si può ottenere solo nel pubblico ed eccezionalmente in strutture convenzionate. Secondo l’ultima relazione del Ministro della salute (13 giugno 2022), nel 2020 in Italia ginecologhi erano 4.569, dei quali 2.958 (64,6%) non disponibili e 1.621 (35,6%) disponibili a fare le IVG . Le IVG nel 2020 sono state 66.413, con un carico medio di 41 IVG all’anno per medico disponibile. Vi sono sensibili differenze regionali.
Il rifiuto di alcuni farmacisti di vendere prodotti anticoncezionali quali pillole o profilattici, invece, non rientra nelle previsioni dell’obiezione di coscienza ed è un comportamento illegittimo.
La Sicilia è la prima regione d’Italia che con legge regionale istituisce l'obbligo di assumere medici non obiettori di coscienza nelle strutture ospedaliere pubbliche, garantendo così la piena attuazione della legge 194 del 1978, che tutela il diritto delle donne all'interruzione volontaria di gravidanza. La norma è stata approvata dall'Assemblea regionale siciliana nell'ambito di un disegno di legge in materia di sanità.

### Stati Uniti d'America
Tra i casi più famosi di obiettori statunitensi si ricordano quello di Desmond Doss, durante la seconda guerra mondiale, e quello dello studente universitario David Miller; questi, giovane pacifista e volontario cattolico, chiamato nel 1965 a prestare il servizio militare obbligatorio e verosimilmente destinato alle truppe impegnate nella guerra del Vietnam, bruciò la cartolina-precetto a New York di fronte a una vasta platea di manifestanti riuniti nel Comitato di coordinamento nazionale per la fine della guerra in Vietnam (NCCEWV). Al gesto simbolico di David Miller seguì, quel giorno, quello analogo di altri centomila coscritti, che si erano dati ritrovo di fronte ai manifestanti in 40 città del paese.
Al termine della manifestazione David Miller fu arrestato dagli agenti dell'FBI e processato da una corte federale, che lo condannò a due anni di reclusione. Il gesto di rifiuto di Miller e dei suoi compagni d'iniziativa servì ad aprire un dibattito politico che sfociò nel 1973 nell'abrogazione del servizio militare obbligatorio.